# Monta Bell
Monta Bell (Washington, 5 febbraio 1891 – Los Angeles, 4 febbraio 1958) è stato un regista, produttore cinematografico e montatore statunitense.

## Biografia
Prima di entrare nel mondo del cinema, Bell fece il giornalista a Washington e nel 1923 divenne un attore. Inizialmente assunto da Charlie Chaplin come montatore e assistente alla regia, diventò poi regista a pieno titolo di divertenti commedie. Viene ricordato per aver diretto la divina Greta Garbo nel suo primo film americano Il torrente (1926). Bell diresse 20 film nel periodo compreso tra il 1924 e il 1945, una serie di commedie di alto e basso melodramma. Fu anche sceneggiatore e molto spesso produttore dei film da lui diretti. Morì nel 1958, poco prima di compiere 67 anni.

## Filmografia

### Regista
- How to Educate a Wife  (1924)
- Donne di lusso (Broadway After Dark) (1924)
- L'arrivista (The Snob) (1924)
- Fior d'assalto (Lady of the Night) (1925)
- La mosca nera (Pretty Ladies) (1925)
- The King on Main Street  (1925)
- Lights of Old Broadway (1925)
- Il torrente (Torrent) (1926)
- The Boy Friend (1926)
- Music-Hall (Upstage) (1926)
- Sigari e sigarette, signori (After Midnight) (1927)
- L'uomo, la donna e il peccato (Man, Woman and Sin) (1927)
- Il processo Bellamy (Bellamy Trial) (1929)
- Gioventù di Manhattan (Young Man of Manhattan) (1930)
- L'appello dell'innocente (East Is West)  (1930)
- Up for Murder (1931)
- Personal Maid (1931)
- Downstairs (1932)
- The Worst Woman in Paris? (1933)
- China's Little Devils (1945)

### Produttore
- Lights of Old Broadway, regia di Monta Bell (1925)
- Il torrente, regia di Monta Bell (1926)
- The Letter, regia di Jean de Limur (1929)
- Le noci di cocco (The Cocoanuts), regia di Robert Florey, Joseph Santley (1929)
- Gentlemen of the Press, regia di Millard Webb (1929)
- Applause, regia di Rouben Mamoulian (1929)
- The Battle of Paris, regia di Robert Florey (1929)
- Glorifying the American Girl, regia di Millard Webb (1929)
- The Lady Lies, regia di Hobart Henley (1929)
- Behind the Make-Up, regia di Robert Milton, Dorothy Arzner (non accreditata) (1930)
- Young Man of Manhattan, regia di Monta Bell (1930)
- La conquista dell'America (The Big Pond), regia di Hobart Henley (1930)
- La Grande mare (The Big Pond), regia di Hobart Henley (1930)
- Laughter, regia di Harry d'Abbadie d'Arrast (1930)
- L'appello dell'innocente (East Is West), regia di Monta Bell (1930)
- Up for Murder, regia di Monta Bell (1931)
- Downstairs, regia di Monta Bell (non accreditato) (1932)
- The Worst Woman in Paris?, regia di Monta Bell (1933)
- Uomini in bianco (Men in White), regia di Richard Boleslawski (1934)
- Student Tour, regia di Charles Reisner (1934)
- Aquile (West Point of the Air), regia di Richard Rosson (1935)
- Aloma dei mari del sud (Aloma of the South Seas), regia di Alfred Santell (1941)
- Birth of the Blues, regia di Victor Schertzinger (1941)
- Al di là dell'orizzonte (Beyond the Blue Horizon), regia di Alfred Santell (1942)

### Sceneggiatore
- L'arrivista (The Snob), regia di Monta Bell (1924)
- The King on Main Street, regia di Monta Bell (1924)
- The Popular Sin, regia di Malcolm St. Clair (1926)
- Sigari e sigarette, signori (After Midnight), regia di Monta Bell (1927)
- Man, Woman and Sin, regia di Monta Bell (1927)
- Il processo Bellamy (Bellamy Trial), regia di Monta Bell (1929)
- The Letter, regia di Jean de Limur (1929)
- La Lettre, regia di Louis Mercanton (1930)
- Up for Murder, regia di Monta Bell (1931)
- The Worst Woman in Paris?, regia di Monta Bell (1933)

### Montatore
- La donna di Parigi (A Woman of Paris: A Drama of Fate), regia di Charlie Chaplin (1923)
- The Letter, regia di Jean de Limur (1929)

### Attore
- L'evaso (The Adventurer), regia di Charlie Chaplin (1917)
- Il pellegrino (The Pilgrim), regia di Charlie Chaplin (1923)